# Joseph Di Mauro
Joseph Di Mauro, né 10 novembre 1932 à Catane (Sicile) et mort le 2 juillet 2001 à Paris 14e, est un luthier français d'origine italienne

## Sa famille
Son père, Antoine Di Mauro (1900-1976), est luthier à Catane en Sicile où il apprend son métier dans une fabrique de mandolines. Il  s'installe à Paris en 1934 et ouvre en 1936 son premier atelier. Joseph di Mauro, frère d'Antoine (1894-1966) arrive à Paris en 1925 et travaille chez le luthier Gallesi (maison fondée en 1898). Il reprend la succession Gallesi vers 1952 jusqu'en 1966. Ils font partie de la grande famille de luthiers italiens émigrés au début des années 1930 à l'instar de leur confrère Mario Maccaferri l'inventeur de la guitare dite "Selmer"

## Sa vie
Joseph Di Mauro entame son apprentissage dans l'atelier de son père dès 1947. Il consacrera sa vie à la fabrication de guitares jusqu'à la fin de son activité en 1993.
La production de l'atelier Di Mauro est très importante jusque dans les années 1960. Elle diminue quelque peu par la suite mais reste toujours présente à l'intention des derniers guitaristes à la recherche de guitares de type Selmer

## Le succès des guitares Di Mauro
Les années 1950 voient l'engouement du public pour les guitares exploser, l'atelier Di Mauro en fabrique alors des milliers. Aucun registre n'ayant été tenu, il est impossible de chiffrer avec précision le nombre de guitares fabriquées. Au-delà de l'année de fabrication qui figure sur une étiquette au fond de la caisse, les instruments ne sont pas numérotés.

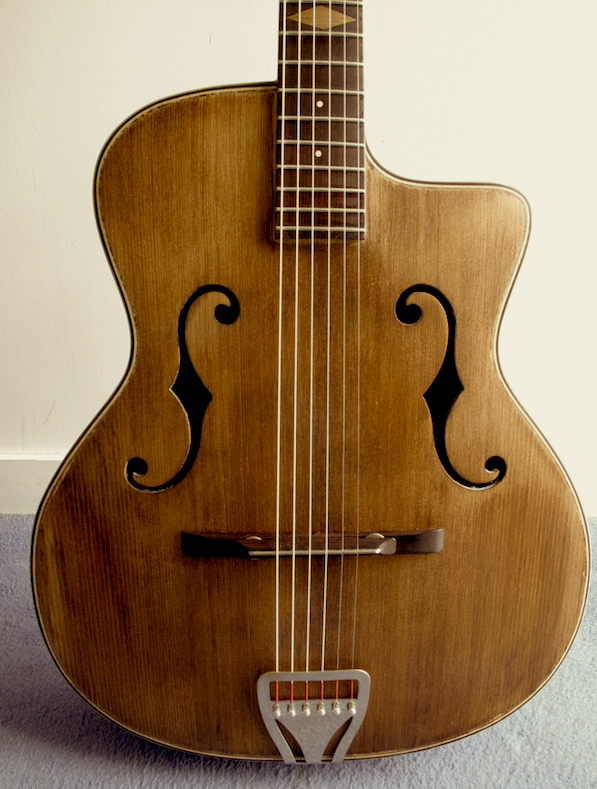
Di Mauro-Chorus

La Maison Di Mauro est connue aussi pour ses propres créations originales, comme la fameuse guitare jazz "Spécial Chorus" avec des ouïes en "S".
De nombreux guitaristes ont joué sur des guitares Di Mauro. Parmi eux Django Reinhardt, Tchavolo Schmitt, Dorado Schmitt, Hono Winterstein, Francky Reinhardt, Sacha Distel, Henri Salvador et Pat Metheny,.
Sacha Distel compose en 1972 une chanson sur sa première guitare, "Ma première guitare.. c'était une Di Mauro". 
En 2003, Francky Reinhardt, cousin de Mandino Reinhardt, crée le sextet de jazz manouche Di Mauro Swing en hommage à la famille de luthiers qui confectionna sa guitare.
En 2019, Dorothée Di Mauro, fille de Joseph Di Mauro,  confie au luthier François Vendramini le soin de relancer la fabrication des guitares Di Mauro.

## Biographie
- 2021 "La Guitare Magique de Pépino" de Dorothée Di Mauro, conte qui évoque l'univers de la lutherie en hommage à Joseph Di Mauro[7].